# رون هيكمان
رون هيكمان (بالإنجليزية: Ron Hickman)‏ هو مهندس جنوب أفريقي، ولد في 21 أكتوبر 1932 في غريتاون ‏ في جنوب أفريقيا، وتوفي في 17 فبراير 2011.